# Stygnomma gracilitibiae
Espèce
Stygnomma gracilitibiae est une espèce d'opilions laniatores de la famille des Stygnommatidae.

## Distribution
Cette espèce est endémique de l'État de Miranda au Venezuela. Elle se rencontre vers Acevedo.

## Description
Le mâle holotype mesure 4,88 mm et la femelle paratype 5,10 mm.

## Systématique et taxinomie
Cette espèce a été décrite par González-Sponga en 1987.

## Publication originale
- (es) González-Sponga, « Aracnidos de Venezuela. Opiliones Laniatores I. Familias Phalangodidae y Agoristenidae », Boletin de la Academia de Ciencias Fisicas, Matematicas y Naturales, vol. 23,‎ 1987, p. 1-562